# Piero della Francesca
Piero della Francesca (Borgo Santo Sepolcro oko 1412. – Borgo Santo Sepolcro, 12. listopada, 1492.) je bio talijanski slikar, matematičar i pisac rane renesanse. Svojim suvremenicima bio je poznat kao matematičar i geometar podjednako kao umjetnik, iako se danas smatra prije svega umjetnikom. Njegove slike se odlikuju jasnim humanizmom i uporabom jasnih geometrijskih oblika, djelomice u svezi s perspektivom i skraćenjima. 
Većinu svojih važnih djela napravio je u toskanskom gradu Arezzo. 

## Životopis
Vjerojatno rođen u malenom gradu Sansepolcro (Borgo Santo Sepolcro) u Toskani, u oca trgovca Benedetta de' Franceschija i majke Romane di Perino da Monterchi.
Naučio je slikarski zanat od više He sienskih umjetnika koji su radili u San Sepolcro tijekom njegove mladosti Pouzdano se zna kako je Piero šegrtovao u Firenci kod Domenica Veneziana, s kojim je 1439. radio na freskama za hospital Santa Maria Nuova (crkva Sant'Egidio, danas uništena). Također je poznavao Fra Angelica, koji ga je upoznao s vodećim masjstorima svog vremena, Masacciom i Filippo Brunelleschijem.
Godine 1442. vraća se u Sansepolcro gdje je, tri godine kasnije, primio narudžbu za oltar crkve Misericordia (uključujući  Gospa od Misercordija), koja je završena u ranih 1460-ih. 1449. godine izveo je nekoliko fresaka u dvorcu Estense i crkvi Sant'Andrea u Ferrari, također izgubljene. Njegov utjecaj je jak u kasnijim alegorijskim slikama Cosima Tura u Ferrari.
Dvije godine kasnije boravio je u Riminiju, radeći za Sigismonda Pandolfa Malatestu. U svojoj maniri uradio je freske Sigismondo Pandolfo Malatesta moli u utvrdi sv. Sigismunda i Portret kondotjera. Tamo je upoznao još jednog slavnog renesansnog matematičara i arhitekta - Albertija. Kasnije se seli u Anconu, Pesaro i Bolognu.
Godine 1452. Piero della Francesca je pozvan u Arezzo da zamijeni Biccija di Lorenza u oslikavanju fresaka bazilike Sv. Franje. Djelo je završeno prije 1466., vjerojatno između 1452. – 1456.
Njegove slike freskociklusa koje opisuju ”Legendu o pravom križu“ smatraju se njegovim remek-djelom i renesanse općenito. Priča u ovim freskama proizilazi iz srednjovjekovnog izvora koji opisuje kako je komad pravog drveta s križa na kojemu je raspet Krist pronađen. Priče su skupljene u zbirku "Zlatne legende" Jacopa da Varazze (Jacopo da Varagine) iz sredine 13. stoljeća.
Godine 1453. vratio se ponovno u Sansepolcro gdje je sljedeće godine potpisao ugovor za poliptih sv. Augustina u crkvi sv. Augustina. Nekoliko godina kasnije, papa Nikola V. ga je pozvao u Rim gdje je uradio freske u Bazilici Sta Maria Maggiore, od kojih su ostali samo fragmenti. Dvije godine kasnije vratio se u Rim da dovrši freske u Vatikanskoj palači koje su bile uništene.
Do danas su ostale slike kao Bičevanje Krista (oko 1460.), jedna od najslavnijih i najkontroverznijih slika rane renesanse. Kako sam kaže u svom uvodu, ova slika pokazuje geometrijsku zrelost i tajanstvenost u načinu kako se predstavljaju tri čovjeka u prednjem planu. Druga važna njegova zrela djela Krštenje Kristovo, Uskrsnuće i Gospa iz Parta. U Urbinu, gdje je bio u službi Frederica II. De Montefeltra, upoznao je Melozza da Forlìja i Lucu Paciolija. Tamo je naslikao slavne dvostruke portrete Federica i njegove žene Battiste Sforza, sada u galeriji Uffizi, i Gospu od Senigallija kao i Rođenje Kristovo.  Njegovi portreti u profilu inspirirani su kovanicama iz rimske umjetnosti.
Piero della Francesca je zabilježan u dokumentima u Riminiju 1482. g. i 1487. kada je napriavio svoju oporuku. Slikari kao Perugino i Luca Signorelli su često boravili u njegovoj radionici.  Po Vasariju, oslijepio je pred kraj života.
Preminuo je u Sansepolcru istog dana kada je Kristofor Kolumbo otkrio Ameriku.

## Antologija djela
- Poliptih Misericordia, 1445. – 1462., - ulje i tempera na dasci, osnovica 330 cm, visina 273 cm, Pinakoteka Comunale, Sansepolcro.
- Krštenje Kristovo, oko 1448. – 1450. - tempera na dasci, 168 x 116 cm, Državna galerija, London
- Sv. Jeronim u skrušenosti, oko 1449. – 1451. -ulje na dasci, 51 x 38 cm, Staatliche muzej, Berlin.
- Sv. Jeronim i donator , 1451. - tempera na dasci, 40 x 42 cm, Galerija Akademije, Venecija.
- Vojvoda moli ispred sv. Jeronima, 1451. - freska, Tempio Malatestiano, Rimini.
- Portret Sigismonda Malateste, oko 1451. - tempera i ulje na dasci, 44.5 x 34.5 cm, Louvre, Pariz.
- Povijest pravog križa, oko 1455. – 1466. - freska, San Francesco, Arezzo.
- Bičevanje Krista, oko 1460. - tempera na dasci, 59 x 81.5 cm, Državna galerija Marche, Urbino.
- Poliptih sv. Augustina, 1460. – 1470. - ulje i tempera na dasci
- Uskrsnuće, oko 1463. - freska, 225 x 200 cm, Muzej Civico, Sansepolcro.
- Gospa od Parta, 1459. – 1467. - prebačeno s freske na platno, 260 x 203 cm, Grobna kapela, Monterchi.
- Rođenje Kristovo, oko 1470. - 124.5 x 123 cm, Državna galerija, London.
- Poliptih iz Perugije, oko 1470. - ulje na dasci, 338 x 230 cm, Državna galerija Umbrije, Perugia.
- Gospa s Djetetom i svecima (Montefeltro oltar, 1472. – 1474.) - ulje na dasci, 248 x 170 cm, Pinakoteka Brera, Milano.
- Dvostruki portret iz oko 1472. Federica da Montefeltra i Battiste Sforza, vojvode i vojvotkinje od Urbina.
- Gospa iz Senigallija, oko 1474. -  ulje na dasci, 67 x 53.5 cm, Državna galerija Marche, Urbino.

### Djela iz matematike i geometrije
Njegov duboki interes za teoretsku studiju perspektive i njegov konteplativni pristup slikarstvu su očiti u njegovim djelima, uključujući plohe oltara San Agostino.
Piero je napisao tri traktata koji su poznati modernim matematičarima: Abakus Traktat (Trattato d'Abaco), Kratka knjiga o pet pravilnih tijela (Libellus de Quinque Corporibus Regularibus) i O perspektivi u slikarstvu (De Prospectiva Pingendi). Teme ovih djela uključuju aritmetiku, algebru, geometriju i inovativni pristup geometrijskim tijelima i linearnoj perspektivi. Mnogo njegovih djela su preuzeli i usvojili pisci kao Luca Pacioli. Pierovo djelo o čvrstim tijelima se pojavljuje u Paciolijevom djelu De Divina Proportione koje je ilustriurao Leonardo da Vinci.

## Piero kao inspiracija
Božićna kolijevka Tomaoko Suzukija iz 2006. god., za Crkvu sv. Martina od polja, izložena na Trafalgar trgu, je prema umjetniku inspirirana djelom della Francesca.

## Poveznice
- Renesansno slikarstvo
- Rana renesansa
- Perspektiva